# Titularbistum Diano
Diano ist ein Titularbistum der römisch-katholischen Kirche.
Es geht zurück auf einen früheren Bischofssitz in der Stadt Dénia, die sich in der spanischen Provinz Alicante befindet. Das Bistum gehörte der Kirchenprovinz Toledo an.
| Titularbischöfe von Diano |                         |                                   |                   |                   |
| Nr.                       | Name                    | Amt                               | von               | bis               |
| 1                         | Ramón Echarren Istúriz  | Weihbischof in Madrid (Spanien)   | 17. November 1969 | 27. November 1978 |
| 2                         | Pearse Lacey            | Weihbischof in Toronto (Kanada)   | 3. Mai 1979       | 2. April 2014     |
| 3                         | Esteban Escudero Torres | Weihbischof in Valencia (Spanien) | 7. Mai 2015       | 2. Mai 2025       |